# Gran Canal (Xina)
El Gran Canal de la Xina (xinès tradicional: 大運河, xinès simplificat: 大运河, pinyin: Dà Yùnhé), també conegut com el Gran Canal Beijing-Hangzhou (xinès tradicional: 京杭大運河, xinès simplificat: 京杭大运河, pinyin: Jīng Háng Dà Yùnhé), amb una longitud total de 1.776 km, és el canal navegable o riu artificial més llarg del món. Començant a Beijing, passa a través de Tianjin i les províncies de Hebei, Shandong, Jiangsu i Zhejiang fins a arribar a la ciutat de Ningbo. Les parts més antigues del canal daten del segle v aC, tot i que les diferents seccions es van combinar finalment durant la dinastia Sui, començant per l'Emperador Wen de Sui que va iniciar la construcció del Canal de Guangtong i el Canal de Shanyang, i l'Emperador Yang va connectar el nord i el sud.
Està declarat Patrimoni de la Humanitat de la UNESCO des del 2014.